# Школа за суперјунаке
Школа за суперјунаке (енгл. Sky High), такође преведена под насловом Гимназија за хероје, америчка је суперхеројска комедија из 2005. године, режисера Мајка Мичела, према сценарију који су написали Пол Хернандез, Боб Скули и Марк Макоркл. Главне улоге у филму тумаче Мајкл Ангарано, Курт Расел, Кели Престон, Данијела Панабејкер и Мери Елизабет Винстед. Радња прати Вила Стронгхолда, сина двоје познатих суперхероја, који креће у средњу школу за младе суперхероје. Док му се тек пробуђене супермоћи испољавају, он се бори да одржи пријатељства са старим познаницима, сазнаје за претњу мистериозног суперзликовца и трага за девојком својих снова.
Филм је биоскопски објављен 29. јула 2009. године. Зарадио је преко 86 милиона долара, наишао је на позитивне рецензије критичара и временом посао култни филм.

## Радња
Вил Стронгхолд живи са својим родитељима суперхеројима, Стивом Стронгхолдом / Командиром и Џози Демарко-Стронгхолд / Џетстрим, у америчком градићу Максвилу. Вил је узнемирен због поласка у Школу за суперјунаке, смештену на тајном летећем кампусу у облацима, јер још увек није развио никакве супермоћи.
Првог дана у школи, он, његова најбоља пријатељица Лејла Вилијамс и остали прваци трпе малтретирање од стране матураната Спида, Лаша и Пени Лент, и упознају Гвен Грејсон, популарну матуранткињу и технопату, у коју се Вил заљубљује. Пошто нема супермоћи, Вил је распоређен у програм „Подршка херојима”, који подучава помоћнике, док се Лејла придружује њему у знак протеста против школског система са два нивоа образовања.
Несвестан синовљеве ситуације, Стив показује Вилу своју тајну трофејну собу. Посебно је поносан на „Пасифајер”, оружје које је пре 16 година узео од свог заклетог непријатеља Ројал Пејна, не примећујући скривену камеру у другом трофеју.
Иако се зближава са осталим помоћницима, Вил улази у сукоб са учеником са ватреним моћима, Вореном Писом, чијег је оца — суперзликовца — Стив ухапсио годинама раније. Током туче, Вил развија суперснагу попут свог оца. Након што је пребачен у програм за хероје, Вил све више времена проводи са Гвен и њеним пријатељима, запостављајући Лејлу и остале помоћнике. Лејла касније признаје Ворену да је заљубљена у Вила, док Гвен долази код Вила кући да позове његове родитеље као почасне госте на школски плес и проводи вече с њим.
Дан пре плеса, Гвен наговара Вила да организује журку у његовој кући, док Спид тајно краде Пасифајер. Лејла покушава да истражи шта се дешава, али наседа на Гвенине лажи да Вил зна за њена осећања и да је сувише учтив да би је одбио. Док Лејла одлази у сузама, Вил раскида са Гвен и одбија да оде на плес. Прелиставајући очеву матурску књигу, Вил уочава ученицу која личи на Гвен, по имену Су Тени, која је нестала пре матурирања његових родитеља. Схватајући да је Пасифајер украден, Вил закључује да је Тени постала Ројал Пејн и да је Гвен њена ћерка, па креће ка Школи за суперјунаке да је заустави уз помоћ Рона Вилсона, возача школског аутобуса.
На плесу, Гвен открива да је она заправо Ројал Пејн, која је приликом своје наводне смрти подмлађена Пасифајером. Уз помоћ Спида, Лаша и Пени, она хвата и подмлађује ученике, особље и Вилове родитеље, планирајући да их васпита као суперзликовце — као освету школи која ју је некада распоредила међу помоћнике, јер тада нико није разумео њену технопатију. Након што се помири са Лејлом, Вил се удружује с њом, Вореном, Роном и осталим помоћницима да спасу заробљенике и поразе Гвенине савезнике, док се он сам бори против ње. Током борбе, Гвен га баца са школе, чиме Вил развија моћ летења попут своје мајке. Иако Гвен саботира антигравитациони погон школе, помоћници успевају да га поново активирају, а Вил уз помоћ обе своје моћи враћа школу назад у небо.
Након што је школа спасена, Гвен и њени бивају послати на школску казну, а њихове жртве бивају враћене у своје нормалне године. Професор Медула наставља организовање матурског плеса. Ворен се држи за руку са ученицом која има ледене моћи, Зак и Маџента плешу заједно, а Вил и Лејла се пољубе док лете напољу. У епилогу у стилу стрипа, зликовци су приказани у затвору заједно, на Гвенину жалост. Такође, Рон пада у каду токсичног отпада и постаје суперхерој који ради за градоначелника у борби против џиновских робота.

## Улоге
| Глумац                | Улога                                      |
| --------------------- | ------------------------------------------ |
| Мајкл Ангарано        | Вилијам „Вил” Стронгхолд                   |
| Курт Расел            | Стив Стронгхолд / Командир                 |
| Кели Престон          | Џози Демарко-Стронгхолд / Џетстрим         |
| Данијела Панабејкер   | Лејла Вилијамс                             |
| Мери Елизабет Винстед | Гвендолин „Гвен” Грејсон / Сузан „Су” Тени |
| Патрик Ворбертон      | Ројал Пејн (глас)                          |
| Стивен Стрејт         | Ворен Пис                                  |
| Ди Џеј Данијелс       | Итан Бенк / Попсикл                        |
| Кели Виц              | Маџента „Меџ” Луис                         |
| Николас Браун         | Закари „Зак” Браун                         |
| Малика Хак            | Пени Лент                                  |
| Хатиџа Хак            | Пени Лент                                  |
| Џејк Сандвиг          | Лаш                                        |
| Вил Харис             | Спид                                       |
| Линда Картер          | директорка Пауерс                          |
| Брус Кембел           | Томи Бумовски / Тренер Бумер               |
| Кевин Хефернан        | Рон Вилсон                                 |
| Клорис Личман         | сестра Спекс                               |
| Џим Раш               | господин Грејсон / Стичес                  |
| Дејв Фоли             | Џонатан Бој / Ол-Американ Бој              |
| Кевин Макдоналд       | професор Медула                            |